# Ctenus coxanus
Ctenus coxanus är en spindelart som beskrevs av Bryant 1940. Ctenus coxanus ingår i släktet Ctenus och familjen Ctenidae.
Artens utbredningsområde är Kuba. Inga underarter finns listade i Catalogue of Life.